# Benyovszky Károly
Benyói és urbanói Benyovszky Károly Ferenc (Pozsony, 1886. július 4. – Bad Ischl, 1962. január 6.) író, újságíró, műfordító, színháztörténész.

## Élete
Pozsonyban született a Híd-utca 2-es szám alatti házban, az elszegényedett benyói és urbanói Benyovszky család köznemesi ágának a sarjaként. Benyovszky Ferenc (1858-1907), fényképész, és Kéméndy Krucsics Gizella (1868-1951) gyermeke volt. Apai nagyszülei a Vas vármegyei jánosházai születésű Benyovszky Ferenc (1828-1903) és Schnitzel Katalin (1826-1885) voltak. Benyovszky Károly keresztszülei Steiner Katalin és Halák Sztaniszló voltak.
Iskoláit szülővárosában, Pozsonyban végezte. Apja nyomdokaiba lépve rendőrtiszti pályára lépett, azonban fiatalon megmutatkozott már írói hajlama. 21 éves korában már kiadott egy fordítást. Később több újságnak is munkatársa lett. Ezt követően németországi tanulmányútra ment, hazatérve kutatásai alapján egy cikksorozatot jelentetett meg a Pressburger Zeitungban. Ezzel nagy hírnévre tett szert szakmai berkekben. 1916-tól az említett újság állandó munkatársa lett, eredeti kutatásokon alapuló kultúrtörténeti cikkeket közölt. 1928-tól a pozsonyi Magyar Újság felelős szerkesztője, majd a Grenzbote című német nyelvű pozsonyi napilap szerkesztője lett. 1925-től kezdődően majdnem kizárólag zene- és színészettörténettel foglalkozott.

## Főbb művei
- Erinnerungen eines Detektivs; "Pressburger Zeitung", Pressburg [Pozsony], 1926
- Das alte Theater, Kulturgeschichte Studie aus Pressburgs Vergangenheit (Bécs, 1926)
- Geschichte der Schaubühne zu Pressburg (Pozsony, 1927)
- Schodel Rozália, az első drámai magyar dalnoknő (Pozsony, 1927)
- A pozsonyi magyar színészet története 1867-ig (Pozsony, 1928)
- Hummel Weimarban (Budapest, 1928)
- Theatergeschichtiche Kleinigkeiten (Pozsony, 1929)
- Adam Friedrich Oeser der Zeichenlehrer Goethes; Thomas, Leipzig, 1930
- Sagenhaftes aus Alt-Pressburg; szerk. Karl Benyovszky; Steiner, Bratislava-Pressburg, 1930
- Bratislava-Pressburg in Wort und Bild. Ein Führer durch die Hauptstadt der Slowakei; Steiner, Bratislava-Pressburg, 1931
- Das Waagtal, seine Burgen, Schlösser und Sagen; Steiner, Bratislava, 1932
- Malerische Winkel und Höfe aus dem alten Pressburg; Steuner, Bratislava-Pressburg, 1932
- Galgen und Henker im alten Pressburg; Steiner, Bratislava-Pressburg, 1933
- J. N. Hummel der Mensch und Künstler; Eos, Bratislava, 1934
- Die Oberuferer Weihnachtsspiele. Mit einer Kostümtafel und einem Anhang der Singweisen, gesammelt und aufgezeichnet von Ludwig Rajter jun.; Steiner, Bratislava-Pressburg, 1934
- Die alten Pressburger Volksschauspiele; Steiner, Bratislava, 1934
- Spaziergang durch Alt-Pressburg; Steiner, Bratislava-Pressburg, 1937
- 1937 Bratislavské povesti II.; EOS, Bratislava (tsz. Janko Oravský)
- Prechádzka starým Prešporkom; ill. Karl Hug Frech, bev. Milan Lasica; Marenčin PT, Bratislava, 2001 (Edícia Bratislava-Pressburg)
- Tajuplné povesti zo starého Prešporka; szlovákra ford. Magda Takáčová; Marenčin PT, Bratislava, 2002 (Edícia Bratislava-Pressburg)
- Karl Benyovszky–Josef Grünsfeld: Obrázky z prešporského geta; szlovákra ford. Lýdia Steinerová-Piovarcsyová; Marenčin PT, Bratislava, 2002 (Edícia Bratislava-Pressburg)
- Považie hrady, zámky a povesti; szlovákra ford. Elena Diamantová; Marenčin PT, Bratislava, 2003 (Edícia Bratislava-Pressburg)
- Séta a régi Pozsonyban. Karl Frech 30 eredeti rajzával és a legrégibb várostérrajzzal; ford. Mayer Judit; Marenčin PT, Bratislava, 2003 (Edícia Bratislava-Pressburg)
- Železná studnička; szlovákra ford. Magda Takáčová; Marenčin PT–Mestské múzeum, Bratislava, 2005 (Edícia Bratislava-Pressburg)

## Családja
Háromszor nősült, mindhárom gyermeke harmadik feleségétől született, Béla, Mária és Károly édesanyjuk után a Szelényi nevet vették fel. Károly nevű fia révén unokája a neves fotóművész, Szelényi Károly.